# Trani Cup 2007
Il Trani Cup 2007 è stato un torneo di tennis facente parte della categoria ATP Challenger Series nell'ambito dell'ATP Challenger Series 2007. Il torneo si è giocato a Trani in Italia dal 30 luglio al 5 agosto 2007 su campi in terra rossa.

## Vincitori

### Singolare
Flavio Cipolla ha battuto in finale  Pablo Andújar con il punteggio di 4–6, 6–2, 6–4

### Doppio
Leonardo Azzaro /  Daniele Giorgini hanno battuto in finale  Fabio Colangelo /  Alessandro Motti con il punteggio di 6–2, 7–5